# ازدراوکو استویچکوف
ازدراوکو استویچکوف (بلغاری: Здравко Стоичков؛ زادهٔ ۲ ژوئیهٔ ۱۹۶۴) وزنه‌بردار اهل بلغارستان بود.
وی در مسابقات کشوری و بین‌المللی در مجموع برندهٔ ۸ مدال طلا، ۵ مدال نقره، ۹ مدال برنز شده‌است.